# 김기범 (배우)
김기범(金起範, 1987년 8월 21일 ~ )은 대한민국의 배우이자 슈퍼주니어의 전 멤버이다. 탈퇴 멤버지만 많은 슈퍼주니어 팬들(E.L.F.)이 김기범을 좋아하고 그리워한다.

## 슈퍼주니어 활동
2007년 슈퍼주니어 정규 2집 Don't Don까지만 해도 기범도 여느 아이돌 그룹의 멤버들과 같은 활동을 했으며, 그룹 내에서는 은혁, 신동, 동해와 같이 래퍼와 더불어 서브댄서도 담당했다. 데뷔 당시에는 뛰어난 미소년 비주얼로 희철, 시원, 동해, 강인 등과 슈퍼주니어의 비주얼 멤버로 꼽혔으며, 또한 리드래퍼로서 뛰어난 영어 랩 실력을 가졌었고 안무도 상당히 잘 추던 멤버였다.
그러다가 2009년 발매된 슈퍼주니어 정규 3집 Sorry, Sorry에서는 자켓과 뮤직 비디오에만 등장할 뿐 방송 활동 및 공연에 전면 불참하기 시작했고 정규 4집 미인아 (BONAMANA)부터는 자켓 및 뮤비까지 포함해서 아예 모든 활동에서 제외되었다. 이로 인해 대중들은 기범의 그룹 활동 불참 이유와 이후 행보에 대해 관심을 가졌다. 슈퍼주니어의 리더 이특은 기범에 대해 연기에 관련된 일에 참가하고 있는 것 같다고 설명했다. 정규 3집에서는 실상 가수로 활동하지 않았기에 사실 3집 당시 이미 잠정적인 탈퇴 수순을 밟았다고 한다.
일단 결론부터 요약하자면 기범의 목표는 애당초 오로지 배우였다. 그로 인해 기범은 SM에 전속 계약 부존재 확인 소송을 제기한 중국인 멤버 한경과는 달리 예정대로의 행보만 걸었을 뿐이다. 결코 돌출 행동이 아니다.
이미 알려진 사실이지만 원래 슈퍼주니어는 시한부로 활동하는 프로젝트 그룹이었기 때문에 당시 슈퍼주니어가 아닌 '슈퍼주니어05'란 이름으로 데뷔하였고 2006, 2007년이 되면 매년 멤버가 교체되는 형식이 될 예정이었다. 2005년에 활동했던 멤버들은 그룹 탈퇴를 하고 다음해에 차기 그룹의 멤버로 재데뷔하거나 또는 개인 활동 등으로 활동을 이어 나가게 될 예정이었다. 때문에 기범 역시 2005년 한 해 동안 잠시만 그룹 활동을 하고 이후에는 그룹 활동을 끝내고 연기자의 노선을 걸을 예정이었기에 애당초 가수 활동에도 큰 관심도 없었다. 사실 기범뿐만 아니라 희철 역시 그룹 활동이 끝나면 연기자로서의 활동을 이어 갈 예정이었고 이특과 강인, 신동 등도 그룹 활동이 끝나면 예능인으로 독립할 예정이었다고 하며 그 외의 멤버들도 그룹 활동이 끝나면 이후 차기 그룹으로 재데뷔할 예정이었다. 슈퍼주니어의 이러한 활동이 지속적으로 예정대로 이어졌다면 이후 데뷔한 후배 그룹인 샤이니, EXO 등도 이러한 형식을 거쳐 차기 그룹으로 재데뷔하는 형태를 취하게 되었을 것이다. 해당 그룹들의 멤버 조합도 지금과 크게 달라졌을 가능성 역시 높다. 그리고 이런 구상은 먼 훗날 NCT를 통해서야 실현된다.
하지만 이 모든 계획들이 슈퍼주니어라는 그룹의 정식 그룹화로 인해 전면 백지화되어 버린 것이다. 이러한 이유로 인해 당장 슈퍼주니어05의 멤버들은 향후 정식 그룹인 슈퍼주니어로서의 활동을 지속하는지, 아니면 지금이라도 그룹에서 탈퇴하고 각자에게 예정되어 있었던 행보를 이어 가는지의 기로에 섰다고 한다. 그러한 기로에서 기범은 후자를 택한 것이다. 결국 당초 목표로 했던 배우로서의 활동에 집중하고자 정규 3집 앨범부터 참여 비중을 줄여 나가 정규 4집부터는 실질적으로 탈퇴 수순을 밟게 되었다. 때문에 기범은 그룹 활동 당시에도 예능 프로그램 출연에도 큰 비중을 두지 않았었고 그룹 활동을 끝낸 이후로도 가수로서의 활동에 미련은 없는 듯하다.
정규 3집 불참 이후 넉 달 뒤 주연을 맡은 영화 주문진이 개봉, 그리고 2010년 강인이 입대할 때 중국에 있는 한경을 제외한 모든 멤버들이 작별 인사를 나누기로 했지만 기범이 참석하지 않아 독자적인 활동을 반복하게 되었다.
그 후 2015년 7월, 슈퍼주니어가 스페셜 앨범 Devil로 컴백해 황금어장 라디오스타에 출연했을 당시에 멤버 은혁이 "기범은 여전히 우리 멤버이다. 다만, 가수보다는 배우를 지망해서 가수 활동은 우리와 함께 하지 않는 것이다. 다시 오면 받아 줄 생각이다."라고 답해 팬들의 기대감을 충족시켰지만 1달 뒤에 SM과의 계약이 만료되고 재계약하지 않게 되면서 슈퍼주니어를 정식 탈퇴하였다.

## 근황
뿌리깊은 나무 등 여러 드라마에도 출연했다. 2013년 이후에는 중국에서 활동하고 있다. 한국에서 거의 활동하지 않아 뭐하러 슈퍼주니어를 뛰쳐 나갔는지 모르겠다는 의견이 많다. 그러나 김용 원작의 유명 무협 작품인 천룡팔부 2013년판에 실질적 주인공인 단예로 출연하여 처음으로 수정 버전인 왕어언은 모용복에 대한 동정심으로 돌아가고, 단예는 목완청을 황후로, 종영을 후궁으로 맞는다는 전개를 연기하여 두 여자를 얻은 결말을 얻기도 했다. 한국인 최초의 유명 무협 주인공이라는 점에서 큰 의미가 있다.
멤버들은 과거부터 기범은 방송에서 활동만 같이 하지 않을 뿐 같은 팀이라고 꾸준히 언급해 왔지만 이미 6년 넘게 팀에서 떨어져 사실상 탈퇴한 것이나 다름없다고 할 수 있었다. 그리고 2015년 8월 20일 SM과의 계약마저 만료되며 그나마 유지되었던 아직 같은 회사 소속이라는 명분마저 사라지게 되었고 슈퍼주니어에서 완전히 탈퇴하게 되었다. 계약이 종료된 이후에도 계약이 만료되었을 뿐 슈퍼주니어에서도 탈퇴하는지는 발표되지 않았다는 이야기도 있었지만 결국 완충 효과를 위한 발언들일 뿐, 누가 봐도 탈퇴가 맞다.
현재 슈퍼주니어의 멤버들은 모두 군필이 되었다. 그러나 기범은 미국 시민권을 가지고 있기에 군대에 가지 않아도 되지만 본인이 원하면 군대에 갈 수도 있다.
현재 유튜브 채널 양반 김기범 유튜브를 통하여 팬들에게 근황을 알리고 있다.

## 학력
- 서울도곡초등학교 재학 중 1998년 초 IMF로 인해 미국으로 이민.
- 한국켄트외국인학교 고등부 (졸업)

## 참여 작품

### TV 드라마
- 2004년 KBS2 미니시리즈 《4월의 키스》 - 한정우 역
- 2005년 KBS2 청소년드라마 《반올림 2》 - 주여명 역
- 2005년 SBS 미니시리즈 《백만장자와 결혼하기》 - 김영훈 역
- 2006년 MBC 청춘시트콤 《레인보우 로망스》 - 김기범 역
- 2006년 SBS 미니시리즈 《눈꽃》 - 하영찬 역
- 2008년 MBC 일일연속극 《춘자네 경사났네》 - 박정우 역
- 2011년 SBS 미니시리즈 《뿌리깊은 나무》 - 박팽년 역
- 2012년 tvN 미니시리즈 《아이 러브 이태리》 - 금은동 역
- 2013년 후난위성텔레비전 금응독파극장 《천룡팔부》 - 단예 역

### 영화
- 2007년 《꽃미남 연쇄 테러사건》
- 2010년 《주문진》

### 연극
- 2010년 《낮잠》

### 예능
- 2018년 SBS 플러스 《두발라이프》
- 2021년 미스터리 음악쇼 복면가왕《발로 차》

### 뮤직비디오
- 2006년 (천상지희 더 그레이스) - 열정 (My Everything)